# Nemoura oculata
Nemoura oculata är en bäcksländeart som beskrevs av Wang och Du 2006. Nemoura oculata ingår i släktet Nemoura och familjen kryssbäcksländor. Inga underarter finns listade i Catalogue of Life.